# Lijst van voetbalinterlands Centraal-Afrikaanse Republiek - Equatoriaal-Guinea (vrouwen)
Deze lijst van voetbalinterlands is een overzicht van alle officiële voetbalinterlands tussen de nationale vrouwenteams van de Centraal-Afrikaanse Republiek en Equatoriaal-Guinea. De landen hebben tot nu toe één keer tegen elkaar gespeeld.

## Wedstrijden
| № | Plaats   | Datum            | Competitie               | Wedstrijd                                          | Uitslag |
| - | -------- | ---------------- | ------------------------ | -------------------------------------------------- | ------- |
| 1 | Ebebiyín | 24 februari 2020 | UNIFFAC Women's Cup 2020 | Equatoriaal-Guinea − Centraal-Afrikaanse Republiek | 4 − 1   |

## Samenvatting
| Competitie          | Totaal gespeeld | Winst Centraal-Afrikaanse Republiek | Gelijk | Winst Equatoriaal-Guinea | Doelsaldo Centraal-Afrikaanse Republiek – Equatoriaal-Guinea |
| ------------------- | --------------- | ----------------------------------- | ------ | ------------------------ | ------------------------------------------------------------ |
| UNIFFAC Women's Cup | 1               | 0                                   | 0      | 1                        | 1 − 4                                                        |
| Totaal              | 1               | 0                                   | 0      | 1                        | 1 − 4                                                        |